# Сан-Хуан (провінція Домініканської Республіки)
Сан-Хуан (ісп. San Juan) — провінція Домініканської Республіки. До 1961 року мала назву Бенефактор.

## Адміністративний поділ
Провінція поділяється на шість муніципалітетів (municipio), а ті, у свою чергу — на сімнадцять муніципальних районів (distrito municipal — D.M.):
- Боечіо
  - Арройо-Кано (D.M.)
  - Яке (D.M.)
- Вальєхуело
  - Хорхільйо (D.M.)
- Лас-Матас-де-Фарфан
  - Каррера-де-Єгуа (D.M.)
  - Матаяя (D.M.)
- Сан-Хуан-де-ла-Магуана
  - Ато-дель-Падре (D.M.)
  - Гуаніто (D.M.)
  - Лас-Магуанас (D.M.)
  - Ла-Хагуа (D.M.)
  - Лас-Чаркас-де-Марія-Нова (D.M.)
  - Педро-Корто (D.M.)
  - Сабана-Альта (D.M.)
  - Сабанета (D.M.)
  - Ель-Росаріо (D.M.)
- Хуан-де-Еррера
  - Ла-Рубія (D.M.)
  - Хінова (D.M.)
- Ель-Серкадо
  - Батіста (D.M.)
  - Деррумбадеро (D.M.)

Станом на 2012 рік число населення за муніципалітетами становило:
| № | Назва                  | Загальне число | Міське населення | Сільське населення |
| - | ---------------------- | -------------- | ---------------- | ------------------ |
| 1 | Боечіо                 | 9652           | 4208             | 5444               |
| 2 | Вальєхуело             | 12 555         | 1006             | 11 549             |
| 3 | Лас-Матас-де-Фарфан    | 70 586         | 35 054           | 35 532             |
| 4 | Сан-Хуан-де-ла-Магуана | 169 032        | 119 581          | 49 451             |
| 5 | Хуан-де-Еррера         | 12 963         | 6952             | 6011               |
| 6 | Ель-Серкадо            | 25 688         | 2585             | 23 103             |
|   | Разом                  | 300 476        | 154 386          | 146 090            |